# Rushashi
Rushashi ist einer von 19 Sektoren des Distrikts Gakenke in der Nordprovinz von Ruanda.

## Geographie
Der Sektor hat eine Fläche von 40,4 km² und liegt auf einer Höhe von etwa 1801 m. Er unterteilt sich in die acht Zellen Burimba, Busanane, Joma, Kageyo, Mbogo, Rwankuba, Razi und Shyombwe und umfasst 37 Dörfer. Nachbarsektoren sind im Norden Gashenyi, im Nordosten Bushoki, im Osten Muyongwe, im Süden Muhondo, im Südwesten Coko, im Westen Minazi und im Nordwesten Gakenke. Entlang der Ostgrenze des Sektors fließt der Cyacika Richtung Süden.

## Bevölkerung
Nach Stand der Volkszählung von 2022 liegt die Einwohnerzahl bei 18.835. Zehn Jahre zuvor waren es 17.806, was einem jährlichen Bevölkerungszuwachs von 0,6 Prozent zwischen 2012 und 2022 entspricht.

## Gesundheitswesen
Im Sektor befindet sich das Rushashi Health Center, das im Zuständigkeitsbereich des Ruli District Hospitals liegt.

## Verkehr
Den Sektor kreuzen zwei District Roads, die jedoch beide Stand 2022 nicht asphaltiert sind.